# Пусторослев, Пётр Павлович
Пётр Павлович Пусторослев (1854—1928) — российский учёный-правовед, профессор, декан юридического факультета и ректор Императорского Юрьевского университета, специалист в области уголовного права.

## Биография
Родился 22 января 1854 года[по какому календарю?] в дворянской семье Пусторослевых. Окончил юридический факультет Императорского Московского университета.
В качестве приват-доцента в течение семи лет преподавал в Московском университете тюрьмоведение. В журнале «Юридический вестник» № 12 за 1891 год им была помещена большая статья рассказывающая о Московском Комитете для разбора и призрения нищих.
Получил степень магистра за диссертацию: «Понятие о незаменимой саморасправе как учреждении уголовного права», степень доктора — за диссертацию: «Анализ понятия о преступлении». Состоял профессором уголовного права, деканом юридического факультета Юрьевского университета; в 1915—1917 годах был его ректором.
Покинул Тарту в 1918 году в связи с эвакуацией университета в Воронеж.
Умер в Москве, похоронен на Новодевичьем кладбище.